# Craig Brown
James Craig Brown (Hamilton, 1940. július 1. – 2023. június 26.) skót labdarúgó, edző. A skót labdarúgó-válogatott szövetségi kapitányaként irányította a válogatottat az 1996-os labdarúgó-Európa-bajnokságon és az 1998-as labdarúgó-világbajnokságon.

## Sikerei, díjai

### Játékosként
- Dundee
  - Skót bajnoka: 1961–1962

### Edzőként
- Clyde
  - Skót harmadosztály bajnoka: 1977–1978, 1981–1982
- Motherwell
  - Lanarkshire Cup: 2009-10